# Stazione di Villaganzerla
La stazione di Villaganzerla è una stazione ferroviaria della dismessa ferrovia Treviso – Ostiglia, un tempo posta a servizio della località di Villaganzerla, sita nel territorio comunale di Castegnero in provincia di Vicenza. Era situata al km 58+334 della predetta strada ferrata.

## Storia
La stazione fu inaugurata l'8 luglio 1928, assieme al tronco ferroviario Cologna Veneta – Grisignano di Zocco della ferrovia Treviso-Ostiglia.
Durante la seconda guerra mondiale la stazione rimase sotto il controllo della Wehrmacht, che se ne servì per il transito delle proprie tradotte militari e per i convogli di prigionieri.
Il traffico ferroviario civile, ripreso normalmente nel dopoguerra, fu interrotto il 2 settembre 1967 per l'intero tronco Cologna Veneta-Grisignano, pertanto anche la stazione di Villaganzerla venne a cessare le proprie funzioni.

## Strutture ed impianti
La stazione era dotata di un fabbricato viaggiatori a pianta rettangolare e a due livelli. Al piano inferiore erano posizionate la sala d'attesa, l'ufficio movimento, una biglietteria ed il deposito bagagli. Il piano superiore un tempo era riservato ad abitazione. Questi locali sono attualmente, 2011, abbandonati. Il fabbricato viaggiatori presenta ancora pregevoli decorazioni esterne in ferro battuto, un tempo supporti per l'illuminazione dell'edificio.
La stazione era inoltre dotata di uno scalo merci. Il tetto del magazzino merci è completamente collassato, per il cedimento delle travi portanti in legno.